# Sankt Machars katedral

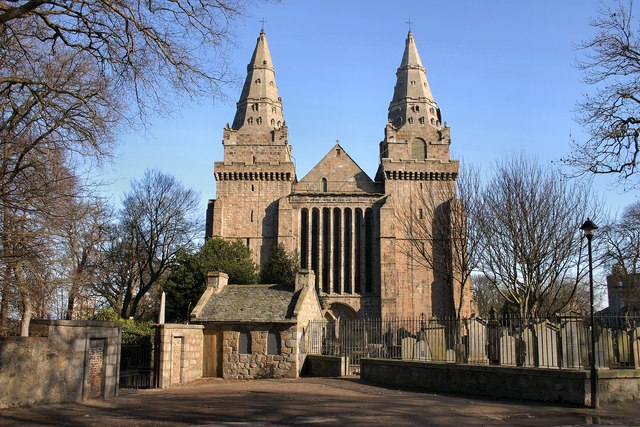
Sankt Machars katedral, västra fasaden.

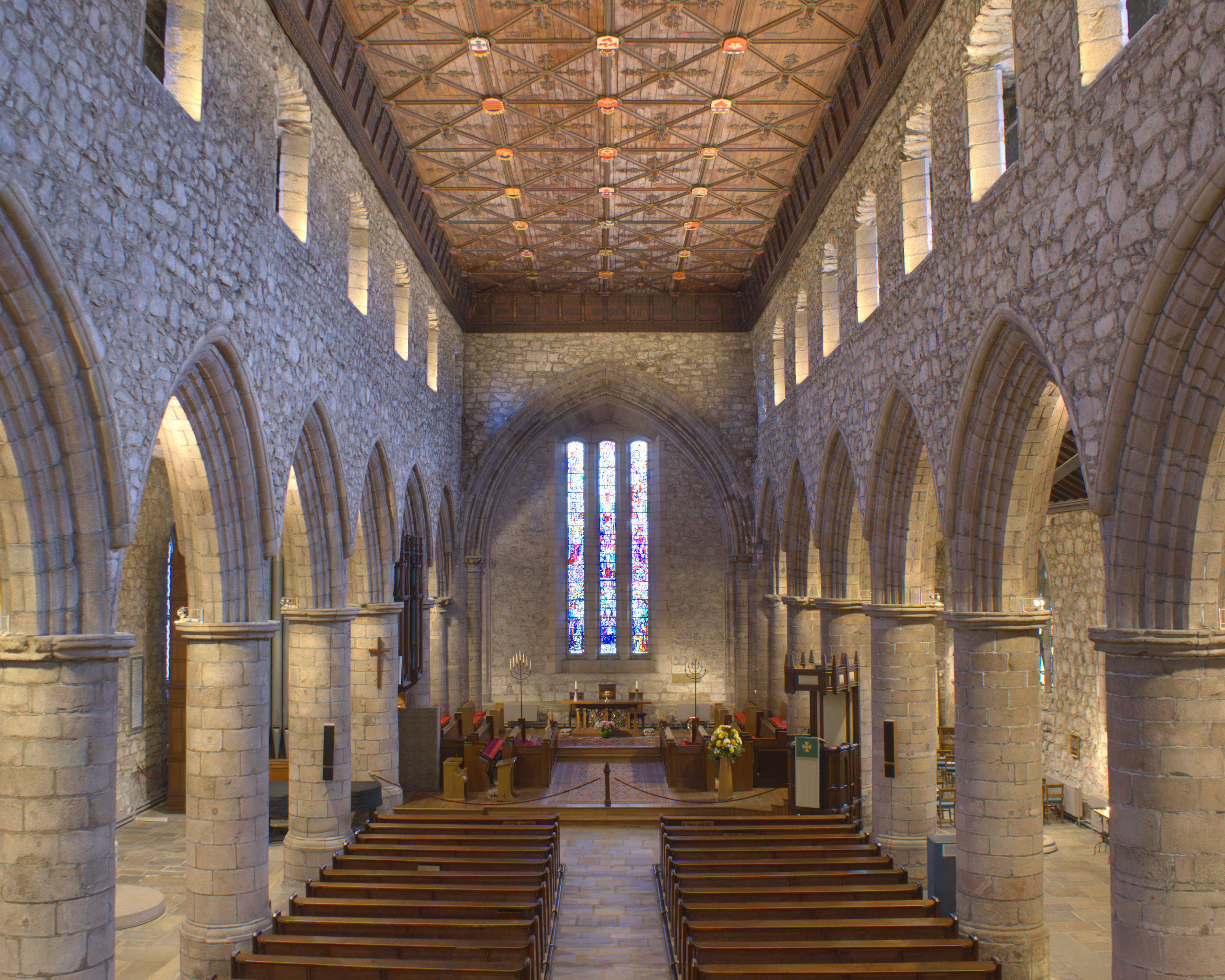
Interiör.

Sankt Machars katedral ligger i Aberdeen i Skottland. 
Sankt Machar var troligen en lärjunge till det keltiska helgonet Sankt Columba och katedralen har namngetts i hans ära. Platsen där den nuvarande byggnaden står har troligen varit en plats för tillbedjan sedan 580 e Kr. En sten med ett keltiskt kors daterat ifrån den tiden indikerar att så är fallet och den stenen finns nu till beskådan inuti kyrkan. 
Kyrkan fick sin status som katedral på 1130-talet och år 1165 stod en katedralbyggnad i normandisk stil på platsen. 
Efter William Wallace avrättning i London styckades hans kropp i delar och skickades till olika delar i landet. Enligt legenden ska hans vänstra arm ha murats in någonstans i Sankt Machars väggar, men huruvida det finns någon sanning i detta är okänt.
Katedralen har renoverats och byggts om under århundradena och mycket av den byggnad som står där idag är ifrån 1500-talet. Den är framför allt känd för sitt trätak, bestående av 48 vapensköldar.
Egentligen är Sankt Machars bara en katedral till namnet då den numera tillhör Skotska kyrkan som varken har biskopar eller katedraler.